# Ariela Barer
Ariela Barer (* 14. října 1998) je americká herečka. Od roku 2017 hraje v seriálu Runaways roli Gerty Yorkes.

## Kariéra
Ariela se začala herectví věnovat ve třech letech, profesionálně však až v devíti letech. Zahrála si v několika seriálech a založila indie rockovou kapelu The Love-Inns. Svojí první velkou roli získala v roce 2017 díky seriálu Runaways.

## Filmografie

### Film
| Rok  | Název                             | Role            | Poznámky |
| ---- | --------------------------------- | --------------- | -------- |
| 2009 | Americká děvčata: Odvážná Chrissa | Sonali Matthews |          |
| 2009 | Stellina Blue                     | Kamand          |          |
| 2011 | All Kids Count                    | Maria           |          |

### Televize
| Rok        | Název                                   | Role              | Poznámky                                          |
| ---------- | --------------------------------------- | ----------------- | ------------------------------------------------- |
| 2007       | Yo Gabba Gabba!                         | Marťanka/robot    | vedlejší role, 7 dílů                             |
| 2008       | Pohotovost                              | Jasmine Escalante | díl: „Život po smrti“                             |
| 2008       | 90210: Nová generace                    | Rana Shirazi      | díl: „Kdo hraje hry“                              |
| 2009       | Valentine                               | malá Wendy        | díl: „She's Gone“                                 |
| 2009       | Tráva                                   | Scout             | díl: „Perro Insano“                               |
| 2011       | Keenan's Crush                          | Samantha          | 4 díly                                            |
| 2012       | Nová holka                              | malá Cece         | díly: „Rodiče“ a „Modelky“                        |
| 2013       | King John                               | Sofie             | TV film                                           |
| 2014       | Taková moderní rodinka                  | Sophie            | díl: „Tanečníkem proti své vůli“                  |
| 2014       | To já ne                                | Megan             | díl: „Ball or Nothing“                            |
| 2014       | Gortimer Gibbon's Life on Normal Street | Esther Pendragon  | díl: „Ranger and the Legend of Pendragon's Gavel“ |
| 2015       | Liv a Maddie                            | Shayna            | díl: „Muffler-A-Rooney“                           |
| 2015       | Super Thundermanovi                     | Kylie             | díl: „Exit Stage Theft“                           |
| 2016       | Tajný život K.C.                        | Alexis McCreery   | díl: „Undercover Mother“                          |
| 2017       | One Day at a Time                       | Carmen            | 4 díly                                            |
| 2017       | Atypical                                | Bailey Bennett    | díly: „Antartica“ a „A Human Female“              |
| 2017–dosud | Runaways                                | Gert Yorkes       | hlavní role                                       |